# 居玛·塔伊尔
居玛·塔依尔（維吾爾語：جۈمە تاھىر‎，1940年10月—2014年7月30日），尊称居玛大毛拉·塔伊尔、居玛·塔伊尔大毛拉阿吉，男，维吾尔族，新疆喀什人，中国伊斯兰教代表人士，长期担任中国最大的清真寺——喀什市艾提尕尔清真寺哈提甫。
居玛·塔伊尔担任中国伊斯兰教协会副会长、新疆维吾尔自治区伊斯兰教协会副会长、喀什地区伊斯兰教协会副会长、喀什市政协副主席、伊斯兰教协会副会长、喀什市艾提尕尔清真寺哈提甫。
居玛·塔伊尔大毛拉生活简朴，2010年《瞭望东方周刊》记者到其住所访问时，他居住在恰萨老城边缘的一栋两层砖房里，只有电视机和破旧的洗衣机两件电器。

## 生平
2008年当选为第十一届全国人大代表。2014年7月30日，居玛·塔伊尔遭新疆暴力恐怖分子刺杀身亡。

### 遇刺
艾尼·艾山组织努尔买买提·阿比迪力米提、阿塔吾拉·吐逊等多人听、看暴恐音视频，形成组织，并制定纪律，进行人员分工，纠集成员进行体能训练，预谋杀害居玛·塔伊尔。努尔买买提·阿比迪力米提、阿塔吾拉·吐逊伙同组织成员积极准备工具，多次前往实地观察、踩点。
7月30日6时58分，根据艾尼·艾山的指令，努尔买买提·阿比迪力米提伙同其他两人（抓捕时被击毙）在喀什市艾提尕尔清真寺大门前蹲点，74岁的居玛·塔伊尔大毛拉在当天清晨礼拜后在回家途中遭三人袭击並遇害，麦某（该清真寺司机）轻伤。

## 身后
当天中午，行凶暴徒被抓获，案件告破。葬礼按照穆斯林传统在当天下午18时举行。
当日早晨，新疆维吾尔自治区主席努尔·白克力前往喀什居玛·塔伊尔家中哀悼和慰问。该案件还受到了中共中央的重视，俞正声作了批示，刘延东打电话表示了哀悼和慰问。
7月31日，新疆维吾尔自治区官方召开案件通告会，凶手为图尔贡·吐尔逊、麦麦提江·热木提拉、努尔买买提·阿比迪力米提。警方在对其进行拘捕时遭到袭击，击毙2人，逮捕1人。
8月1日下午，新疆维吾尔自治区107名宗教界人士在乌鲁木齐召开声讨“7·30”暴力恐怖案件座谈会，悼念居玛·塔伊尔大毛拉，声讨暴恐分子。
9月28日，新疆喀什地区中级人民法院一审公开开庭审理该案，以组织、领导恐怖组织罪，故意杀人罪，判处艾尼·艾山、努尔买买提·阿比迪力米提死刑，剥夺政治权利终身；以参加恐怖组织罪、故意杀人罪，判处阿塔吾拉·吐逊无期徒刑，剥夺政治权利终身。

## 观点
乌鲁木齐“7·5”事件后，居玛·塔伊尔在接受中央电视台采访时表示，该事件是一个犯罪活动，与民族宗教问题无关，他们的行为不仅触犯了法律，也违反了伊斯兰教规教义。打着宗教幌子搞分裂活动是境外势力惯用的伎俩，人们对此必须保持清醒。
2010年，在《瞭望东方周刊》记者的专访中，居玛·塔伊尔表示伊斯兰教是平和而稳重的，从不要求信徒用暴力与他人为敌。《古兰经》上从来没有讲要把非信徒和其他民族赶走。依照《古兰经》，穆斯林只有受到侵犯时，才会用武器保护自己、进行自卫，也就是“吉哈德”（“圣战”），《古兰经》里从来没有用暴力迫使其他人信奉伊斯兰教的说法。他认为中国不存在吉哈德的环境。而对于新疆的发展，居玛·塔伊尔认为贫穷还不愿上学的恶性循环是导致新疆与内地发展水平差距的原因之一。

## 评价

### 正面
- 新疆维吾尔自治区党委书记张春贤评价居玛·塔伊尔大毛拉爱国爱党爱教，学术造诣深厚，大力宣传国家政策和法律法规，积极传扬正信，与宗教极端势力进行坚决斗争，深得广大信教群众的信任和尊敬。[6]
- 喀什市袷袢巴扎主麻清真寺哈提甫艾拜都拉·买买提说，居玛·塔伊尔大毛拉一生爱国爱教爱民，拥护中国共产党的领导，维护祖国统一和民族团结，坚决反对民族分裂、反对非法宗教活动，敢于坚决抵制宗教极端思想，是我们喀什乃至全疆全国伊斯兰教界的楷模。[9]
- 乌鲁木齐市基督教协会副会长、秘书长范晨光说，居玛·塔伊尔大毛拉是著名爱国宗教人士，曾多次谴责暴力恐怖行为和暴恐分子。[9]
- 喀什市艾提尕尔清真寺副哈提甫阿布都卡德尔·沙吾提称，“抛开大毛拉的教职身份，他是一位正直、善良的老人，用最淳朴的爱对待周围的人”，大毛拉是一位热爱学习的人，他用心学习《古兰经》，认真体会真主对人类教化的意图，用心领悟伊斯兰教教义、精神。他用最朴素的感情，爱护着身边所有人，不管对方是否是穆斯林，他都一视同仁。[12]
- 鄯善镇台台尔村艾提卡清真寺伊玛目白克力·玛木提：居玛·塔伊尔大毛拉爱国爱教德高望重，一直坚定不移地站在反对“三股势力”的最前沿，深得广大信教群众的信任和尊敬。[13]
- 乌鲁木齐市西大桥北清真寺宗教人士马金国：大毛拉是值得我们全疆各族穆斯林爱戴尊重的一位德才兼备、德高望重的爱国爱教宗教人士。[13]
- 乌鲁木齐市汗腾格里清真寺民管会负责人阿不力米提·克热木：居玛·塔伊尔大毛拉积极推动伊斯兰教的解经讲经工作，积极宣传伊斯兰教和平、团结、中道、爱国思想，反暴力、讲法治，坚决抵制宗教极端思想渗透，带头发声亮剑，为教育引导广大穆斯林群众正信、抵制极端作出了重要贡献。[13]
- 乌鲁木齐市六道湾清真寺宗教人士买买提明·胡大拜地：居玛·塔伊尔大毛拉是一位博学的智者，是热爱民族和热爱祖国的表率，令所有人敬重、爱戴。[13]
- 乌鲁木齐市北坊清真寺阿訇姚德祥：居玛·塔伊尔大毛拉是党和政府的好朋友，是广大信教群众尊重的伊玛目。多年来，他为维护祖国统一、社会稳定、长治久安、民族团结作出了巨大的贡献。[13]

### 负面
- 世界维吾尔大会发言人迪里夏提·热西提称居玛与政府合作监控当地的宗教活动，本地的维吾尔人怀疑其与中国的安全部门有联系[14]。
- 由美国政府资助的媒体自由亚洲电台引述喀什当地居民说法称，因为居玛·塔依尔的反分裂、反极端分子立场，不少维吾尔人不喜欢他，稱他“将清真寺变成了党校”。[15]